# Ropaži
Ropaži (deutsch: Rodenpois) ist ein Ort in Lettland, etwa 34 km nordöstlich von Riga gelegen, und Zentrum des gleichnamigen Bezirks (Ropažu novads).
Der Ort liegt am Ufer der Jugla und war schon von den Liven besiedelt, von deren Sprache sich auch der Ortsname ableitet. Bereits 1205 urkundlich erwähnt, bestand hier bis ins 16. Jahrhundert eine Burg des Deutschen Ordens, deren Ruinen heute noch besichtigt werden können.
Im 19. Jahrhundert wirkte hier unter anderem die evangelische Pfarrerfamilie Walter; der lutherische Pastor Reinhold Wilhelm von Walter (1840–1909) wurde hier geboren.
Seit dem 19. Jahrhundert war Ropaži der Hauptort einer Gemeinde, die 2009 im jetzigen Bezirk aufging.

## Sehenswürdigkeiten
|  |  |

## Persönlichkeiten
- Reinhold Wilhelm von Walter (1840–1909), deutschbaltischer lutherischer Pastor an der St.-Katharinen-Kirche in Sankt Petersburg
- Mārtiņš Bots (* 1999), Rennrodler
- Roberts Plūme (* 2000), Rennrodler